# Ломакин, Алексей Яковлевич
Алексей Яковлевич Ломакин (20 октября 1914, Моршанка, Самарская губерния — 21 сентября 1988, Анапа, Краснодарский край) — капитан Советской Армии, участник Великой Отечественной войны, Герой Советского Союза (1943).

## Биография
Алексей Ломакин родился 20 октября 1914 года в селе Моршанка (ныне — Питерский район Саратовской области). Окончил три курса автодорожного рабфака, после чего работал секретарём райкома ВЛКСМ, заместителем директора машинно-тракторной станции. В 1936—1938 годах проходил службу в Рабоче-крестьянской Красной Армии. В 1941 году Ломакин повторно был призван в армию. В августе 1942 года он окончил Симферопольское пулемётно-миномётное училище. С сентября того же года — на фронтах Великой Отечественной войны. Участвовал в Сталинградской битве.
К сентябрю 1943 года лейтенант Алексей Ломакин командовал пулемётной ротой 120-го стрелкового полка 69-й стрелковой дивизии 65-й армии Центрального фронта. Отличился во время битвы за Днепр. Вечером 15 октября 1943 года Ломакин в составе штурмовой группы переправился через Днепр в районе посёлка Лоев Лоевского района Гомельской области Белорусской ССР и принял активное участие в боях за захват и удержание плацдарма на его западном берегу. Ломакин со своими товарищами захватил вражескую траншею, уничтожив три пулемётных и два миномётных расчёта, а затем штурмом взял прибрежную высоту. противник предпринял несколько контратак при поддержке артиллерии, но все они были успешно отбиты с использованием трофейного оружия.
Указом Президиума Верховного Совета СССР от 30 октября 1943 года за «отвагу и мужество, проявленные при форсировании Днепра, захвате и удержании плацдарма на правом берегу реки» лейтенант Алексей Ломакин был удостоен высокого звания Героя Советского Союза с вручением ордена Ленина и медали «Золотая Звезда» за номером 1583.
В 1952 году в звании капитана Ломакин был уволен в запас. Проживал сначала в городе Кореновске, работал учителем труда в местной школе. Последние годы жизни провёл в Анапе. Скончался 21 сентября 1988 года.
Был также награждён орденами Отечественной войны 1-й степени и Красной Звезды, рядом медалей.